# Физическое лицо
Физи́ческое лицо́ (от др.-греч. φύσις «природа», англ. natural/physical person) — правоспособный человек. Человек как субъект гражданского права. Как и любой другой субъект права, физическое лицо имеет права и обязанности.
В Гражданском кодексе Российской Федерации — России 1994 года (ГК России) для обозначения людей как субъектов гражданского права используется формулировка «граждане» и в скобках «физические лица». Употребляя понятие «граждане», закон имеет в виду людей, состоящих в гражданстве России, а добавлением «физические лица» учитывается то, что, кроме граждан, субъектами гражданского права могут быть люди, не являющиеся гражданами России. В международных соглашениях, а также в законодательстве многих стран понятие «граждане» не употребляется, но используется только понятие «физические лица», как имеющее более широкое содержание, поскольку охватывает всех людей как участников гражданских и других правоотношений на территории данной страны (или данных стран).
Возраст физического лица и условия, при которых оно приобретает правоспособность (способность физического лица быть носителем гражданских прав и обязанностей, допускаемых законодательством), деликтоспособность (способность нести гражданско-правовую ответственность за вред, причинённый его противоправными действиями) и дееспособность (способность приобретать своими действиями гражданские права и обязанности, осуществлять их, а также нести ответственность), устанавливается национальным законодательством.
В целом физическое лицо может обладать различными правовыми статусами, иногда несколькими сразу, такими как лицо без гражданства, гражданин, иностранец, беженец.

## Физическое лицо как субъект гражданского права
Физическое лицо как участник гражданских правоотношений обладает рядом признаков и свойств, которые индивидуализируют его и влияют на его правовое положение. К таким признакам и свойствам относятся: имя, возраст, гражданство, семейное положение, пол.

### Имя физического лица
Каждый человек участвует в гражданских правоотношениях под определённым именем и только относительно редко — под псевдонимом или анонимно (без имени). Имя является одним из средств индивидуализации гражданина как участника гражданских правоотношений. Понятие «имя» может иметь различное содержание в разных государствах.
Так, «имя» в широком смысле у большинства народов России охватывает фамилию, собственно имя и отчество. Согласно закону гражданин приобретает и осуществляет гражданские права и обязанности только под своим имеем. Приобретение таких прав и обязанностей под именем другого лица не допускается.
В Германии имя в широком смысле состоит из фамилии и как минимум из одного имени. Частью имени являются также академическая степень и титулы лица. Защита имени производится по требованию заинтересованного лица, если его право на имя оспаривается каким-то другим лицом или если другое лицо присваивает себе такое же имя.
Право на имя — одно из важнейших неимущественных прав человека. Доброе имя представляет собой нематериальное благо, принадлежащее гражданину, защищается законом и относится к числу неотчуждаемых благ. 
В России законом предусматривается защита права на имя в случаях искажения имени либо использования его способами или в форме, которые затрагивают честь физического лица, его достоинство или деловую репутацию.

### Возраст
Возраст — обстоятельство, от которого в соответствии с законом зависит статус физического лица.
Закон определяет возраст, с достижением которого наступает частичная дееспособность несовершеннолетних лиц. Возраст имеет определяющее значение при решении таких вопросов, как объявление несовершеннолетнего гражданина полностью дееспособным, при вступлении граждан в члены кооперативных организаций, при определении круга наследников, а также лиц, имеющих право на возмещение вреда, причинённого здоровью, и во многих других случаях.
Так, в соответствии с Гражданским кодексом Франции лицо становится дееспособным в полном объёме с момента своего совершеннолетия, а ребёнок, не достигший 18 лет, считается недееспособным, его имуществом управляют родители, являющиеся законными представителями несовершеннолетнего. В случае смерти родителей назначается опека. Сделки от имени несовершеннолетнего совершаются его родителями (опекунами) или с их согласия им самим. Отдельные сделки, совершаемые несовершеннолетним от 16 до 18 лет, признаются действительными при отсутствии согласия родителей или опекунов несовершеннолетнего (к примеру, распоряжение своим заработком) если они не нарушают интересы несовершеннолетнего и не являются убыточными.
Согласно Гражданскому кодексу Германии (ГКГ) правоспособность приобретается физическим лицом с момента окончания рождения и прекращается с его смертью или объявлением его умершим. При этом объём правоспособности лица изменяется с его возрастом, а в полном объёме правоспособность признаётся за физическим лицом с момента наступления совершеннолетия в 18 лет. Дееспособность лица также существенным образом зависит от возраста. Полностью дееспособным лицо становится в 18 лет, в возрасте от семи до восемнадцати лет оно имеет ограниченную дееспособность, а ребёнок в возрасте до семи лет считается полностью недееспособным.
В соответствии с законодательством Германии деликтоспособность является частным случаем дееспособности и поэтому возрастные пределы и объём ограничений деликтоспособности те же, что и для дееспособности. В то же время ГКГ устанавливает, что для возникновения ответственности лиц в возрасте от семи до восемнадцати лет нужно, чтобы они обладали достаточным разумением для осознания этой ответственности.

## Международное право
Основы международного права, регулирующего положение человека, заложены во Всеобщей декларации прав человека 1948 года, в Международном пакте о гражданских и политических правах 1996 года и Факультативных протоколах к нему, в Международном пакте об экономических, социальных и культурных правах 1966 года, в Европейской конвенции о защите прав человека и основных свобод 1950 года и Протоколах к ней, в Конвенции СНГ о правах и основных свободах человека 1995 года.

## Правовое положение физических лиц как субъектов международного частного права
В международном частном праве (МЧП) принят дифференцированный подход к гражданам, находящимся на территории данного государства, заключающийся, во-первых, в разделении их на категории, а во-вторых, в установлении особого правового для каждой из таких категорий. Обычно используются три категории:
- собственные граждане данного государства;
- иностранные граждане;
- лица без гражданства (апатриды).

### Правоспособность иностранных граждан и лиц без гражданства
Иностранный гражданин имеет со своим государством особую правовую связь — гражданство. Поэтому на такого гражданина распространяется по меньшей мере два правопорядка: своего государства и того иностранного, на территории которого лицо в данное время находится. При этом пребывание вне территории своего государства не прекращает правовой связи гражданина со своим государством. Например, такая связь проявляется в дипломатической защите, осуществляемой государством в отношении своих граждан, находящихся за рубежом.
В МЧП обычно считается, что граждане во время пребывания на территории другого государства не вправе ссылаться на тот объём правомочий, которыми они обладают в своём государстве. С другой стороны, объём прав, предоставляемых иностранным гражданам в стране пребывания, может превосходить тот, которым они обладают в своём отечестве.
При определении правового положения иностранных граждан в международной практике широко распространено использование принципа национального режима, состоящего в уравнивании иностранцев в правах с собственными гражданами. При этом могут существовать некоторые исключения, устанавливаемые отечественным законодательством. Так, практически повсеместно иностранным гражданам не предоставляется право занимать высшие государственные должности, избирать и быть избранными в представительные органы власти, нести воинскую повинность, быть судьями, прокурорами, нотариусами, командирами экипажей речных, морских и воздушных судов.
Правоспособность иностранных граждан может также ограничиваться и путём определения тех секторов экономики, в которых не может быть занят иностранец. Так, в Российской Федерации архитектурная деятельность иностранных граждан и лиц без гражданства осуществляется наравне с гражданами России, если это предусмотрено международным договором России, а при отсутствии соответствующего договора упомянутые категории лиц могут принимать участие в архитектурной деятельности на территории России только совместно с архитектором — гражданином РФ или юридическим лицом.
Наиболее часто используемым ограничением, касающимся физических лиц, являются ограничения деятельности иностранных инвесторов в отдельных сферах экономики, например, в области разработки недр, добычи полезных ископаемых, рыболовства и т. д. Так, в Новой Зеландии законодательство ограничивает вложения иностранных инвесторов в радиовещание и телевидение пятнадцатью процентами капитала, а в рыболовство — 24,9 %.
Во многих странах иностранцы дифференцированы и делятся на несколько категорий (туристы, студенты, сезонные рабочие, лица, получившие вид на жительство, пенсионеры, живущие на ренту и т. п.), от которых зависит правовое положение иностранца.

### Дееспособность иностранных физических лиц
Дееспособность иностранных граждан в МЧП подчиняется личному закону (lex personalis), который существует в двух видах — закона гражданства (lexnationalis или lex patriae) и закона постоянного местожительства (lex domicilii). Однако в настоящее время большинство стран, в том числе и Российская Федерация, признаю́т, что дееспособность лица в отношении сделок, совершённых на данной территории, а также в отношении обязательств, возникающих вследствие причинения вреда, определяется по территориальному закону.
Ранее общее распространение имело правило: лицо, дееспособное по закону отечественного государства, признаётся таковым и в других странах, и наоборот, лицо, недееспособное по праву своего государства, должно считаться недееспособным во всех иных государствах. Однако со временем соблюдение такого правила всё больше вступало в противоречие с интересами стабильности торгового оборота, вследствие чего подход к определению дееспособности в законодательстве различных стран с XIX века стал изменяться. Так, японский «Закон о праве» 1898 года устанавливал общее правило: «Дееспособность лица подчиняется закону его отечественного государства», но далее продолжал: если «лицо, обладающее полной дееспособностью согласно японскому закону, даже если оно было бы недееспособно по своему национальному закону, совершает юридический акт на территории Японии, оно будет рассматриваться как полностью дееспособное вне зависимости от того, что содержится в предыдущем пункте». В дальнейшем повсюду в мире как в судебной практике, так и в законодательстве различных государств стал отражаться именно такой подход. Он же был закреплён и в таких международных документах, как «Женевская конвенция, имеющая целью разрешение некоторых коллизий законов о переводных и простых векселях» 1930 года и «Женевская конвенция, касающаяся коллизий законов о чеках» 1931 года.

## Правовое положение физического лица в Российской Федерации
Главной характеристикой физического лица является:

### Правосубъектность
- Правоспособность — способность стать участником гражданских правоотношений и нести гражданско-правовые обязанности.

### Дееспособность
Дееспособность — способность своими действиями приобретать и осуществлять права и обязанности. В различных отраслях права дееспособность определяется различными возрастными категориями.
Полная дееспособность наступает:
- С 18 лет, а также с момента вступления несовершеннолетнего в брак
- Подросток может быть эмансипирован при достижении 16 лет, если он работает по трудовому договору или занимается предпринимательством

Виды дееспособности гражданина:
- До 6 лет — полностью не дееспособен
- С 6 до 16 лет — частично дееспособен (по Гражданскому кодексу Российской Федерации — «малолетний возраст»)
- С 16 до 18 лет — неполная дееспособность, то есть может самостоятельно распоряжаться доходами, вносить вклады в кредитное учреждение, осуществлять авторские права; с 16 — трудоспособен, имеет право вступить в брак при наличии уважительных причин (не «особых обстоятельств» как до 16 лет), имеет право признать себя эмансипированным.

Ограниченная дееспособность (по решению суда):
- Злоупотребляет спиртными напитками и ставит семью в тяжёлое материальное положение;
- Осуждён к лишению свободы.

Недееспособный гражданин:
- При наличии психических расстройств, из-за которых он не понимает значения своих действий и не может руководить ими (по решению суда).